# Burnettsville
Burnettsville és una població dels Estats Units a l'estat d'Indiana. Segons el cens del 2000 tenia 373 habitants.

## Demografia
Segons el cens del 2000, Burnettsville tenia 373 habitants, 155 habitatges, i 113 famílies. La densitat de població era de 194,6 habitants per km².
Dels 155 habitatges en un 30,3% hi vivien nens de menys de 18 anys, en un 60,6% hi vivien parelles casades, en un 9% dones solteres, i en un 26,5% no eren unitats familiars. En el 23,2% dels habitatges hi vivien persones soles el 10,3% de les quals corresponia a persones de 65 anys o més que vivien soles. El nombre mitjà de persones vivint en cada habitatge era de 2,41 i el nombre mitjà de persones que vivien en cada família era de 2,8.
Per edats la població es repartia de la següent manera: un 22,5% tenia menys de 18 anys, un 7,5% entre 18 i 24, un 27,1% entre 25 i 44, un 27,1% de 45 a 60 i un 15,8% 65 anys o més.
L'edat mediana era de 41 anys. Per cada 100 dones de 18 o més anys hi havia 90,1 homes.
La renda mediana per habitatge era de 36.563 $ i la renda mediana per família de 45.625 $. Els homes tenien una renda mediana de 30.982 $ mentre que les dones 21.667 $. La renda per capita de la població era de 22.005 $. Entorn del 6,6% de les famílies i el 9% de la població estaven per davall del llindar de pobresa.

## Poblacions més properes
El següent diagrama mostra les poblacions més properes.